# Elecciones legislativas de Rumania de 2012
Las elecciones legislativas se celebraron en Rumanía el 9 de diciembre de 2012. La Unión Social Liberal del Primer ministro Victor Ponta ganó una mayoría absoluta en la Cámara de Diputados y en el Senado. A pesar del tiempo severo que afectaba a varias partes del país, la participación fue de 41.7%, la más alta desde las elecciones de 2004.
La Unión Social Liberal obtuvo una mayoría enorme en ambas Cámaras, con más de un 58% de los votos y en escaños, un número récord de 395 asientos. En un muy lejano segundo lugar quedó, la Alianza de Rumanía Correcta con 16.72% y 16.52% de los votos y 80 asientos, perdiendo sobre medios de qué ganaron en 2008. La alianza de Rumanía Correcta oficialmente disuelta después de la elección. El partido de las personas @– Dan Diaconescu y la unión Democrática húngara de Rumanía era el solo otros grupos políticos que ganó asientos en el Senado. Varios partidos para minorías étnicas también asientos individuales recibidos en el Cuarto de Diputados.

## Contexto

### Protestas
Semanas siguientes de las manifestaciones en contra de las medidas de austeridad reclamadas por el Fondo Monetario Internacional para recibir un préstamos de mil millones de dólares de EE.UU., el Primer ministro Emil Boc dimitió de su cargo el 6 de febrero de 2012. La oposición, representada por dirigentes de Unión Liberales Sociales Victor Ponta y Crin Antonescu, pidieron entonces elecciones anticipadas. Aun así, cuando los tres partidos que formaban del gobierno (PDL, UDMR y UNPR) todavía mantenían una mayoría parlamentaria mínima, una solución coyuntural de la oposición fue que el gobierno se podría quedar en poder hasta las elecciones próximas, a condición de elegir un político independiente y tecnócrata como nuevo primer ministro. El director del Servicio de Inteligencia Extranjero  Mihai Răzvan Ungureanu fue nombrado primer ministro interino el 9 de febrero como resultado.
El gobierno anunció la intención de mantenerse hasta las elecciones legislativas y locales del mismo año, para alargar el plazo de los cargos electos locales (Alcaldes, Consejos Locales, Consejos de Condado y Presidentes de Consejos de Condado). Este intento de retrasar las elecciones locales estuvo relacionado con el hecho de que las protestas masivas en la calle estaban en auge, y al mismo tiempo la oposición liderada por el Partido Demócrata Liberal consumó una huelga en el parlamento, presionando la convocatoria de elecciones legislativas anticipadas. Inicialmente, el gobierno propuso como fecha de la elección en noviembre de 2012, pero cuando el mandato expirara en junio de 2012, estaría gobernando anticonstitucional. Las elecciones locales fueron convocadas finalmente el 10 junio.

### Movimiento de censura
La alianza política Unión Liberal Social, en aquel tiempo que comprende los tres partidos PSD, PNL, y PC, iniciado y tenido éxito para votar un movimiento de ninguna confianza contra Mihai Răzvan Ungureanu y su gabinete el 27 de abril de 2012 después de que justo dos meses en oficina. Presidente Traian Basescu dirigente de Oposición nominada y presidente del Partido Democrático Social, Victor Ponta tan Primer ministro.

### Sistema electoral
En mayo de 2012, el nuevo gobierno de la USL aprobó una ley electoral en el parlamento, que cambió el sistema de elección a un sistema FPTP de ronda única, sin el umbral electoral del 5%  con escaños adicionales para las minorías, tanto étnicas como rumanas. Aun así, posteriormente el PDL, temiendo resultados pobres en las siguientes elecciones debido a ello, apeló al Tribunal Constitucional de Rumanía que invalidó la ley el 27 de junio de 2012 y restableció la anterior.
Una consecuencia de esto es que, después de las elecciones legislativas de 2012, el tamaño del nuevo Parlamento creció a un número récord de 588, 117 escaños más que en la última legislatura: 39 escaños suplementarios en el Senado y 97 escaños suplementarios en la Cámara de Diputados, incluyendo los 18 escaños para los partidos de minorías étnicas y organizaciones.

## Encuestas
El PDL centró ARD la alianza estuvo formada tarde después del 2012 rumano presidencial impeachment referéndum. Como resultado, algunas encuestas de opinión no incluyen el ARD. La opinión encuesta que espectáculo PDL no muestra ARD.
UNPR Unió USL en agosto–septiembre de 2012, en un entorno escéptico. Como resultado, algunas encuestas de opinión muestran ambas entidades políticas. PNG-CD dirigente George Becali unió el PNL unas carreras respaldaron por el USL en Bucarest. Su partido anterior no propuso cualesquier candidatos para esta elección.
| Encuestando Empresa | Fecha                    | Fuente | USL   | ARD  | PDL   | PP-DD | UDMR | PRM | PNG-CD | UNPR | Otros | Indeciso |
| IMAS                | 6 de septiembre de 2012  |        | 57.1% | N/Un | 17.8% | 14.1% | 5.8% | 3%  | 0.6%   | 0.3% | 1.3%  | N/Un     |
| CSCI                | 9 de septiembre de 2012  |        | 62%   | N/Un | 19%   | 11%   | 4%   | 2%  | N/Un   | N/Un | 2%    | N/Un     |
| CSOP                | 15 de septiembre de 2012 | ,      | 50%   | N/Un | 21%   | 12%   | 5%   | 3%  | 1%     | 1%   | 5%    | N/Un     |
| CSOP                | 15 de septiembre de 2012 | ,      | 49%   | 24%  | N/Un  | 14%   | 5%   | 3%  | 2%     | 1%   | 2%    | N/Un     |
| IMAS                | 27 de septiembre de 2012 |        | 55%   | N/Un | 17.8% | 15.5% | 5.3% | 2%  | 1.1%   | 0.3% | 3%    | N/Un     |
| CSCI                | 28 de septiembre de 2012 |        | 58%   | 16%  | N/Un  | 18%   | 5%   | 2%  | 1%     | N/Un | N/Un  | N/Un     |
| Avangarde           | 21 de noviembre de 2012  |        | 62%   | 15%  | N/Un  | 14%   | 3%   | 2%  | 1%     | N/Un | 3%    | N/Un     |
| CCSB                | 3 de diciembre de 2012   |        | 62%   | 17%  | N/Un  | 10%   | 5%   | 2%  | N/Un   | N/Un | 4%    | N/Un     |

## Resultados
La Unión Liberal Social mayoría mantenida en ambos el Cuarto de Diputados y el Senado.

### Senado
| Partido                            | Partido                                   | Votos      | %     | Escaños | +/–   |
| ---------------------------------- | ----------------------------------------- | ---------- | ----- | ------- | ----- |
|                                    | Unión Social Liberal                      | 4,457,526  | 60.10 | 122     | +45   |
|                                    | Alianza para la Justicia de Rumania       | 1,239,318  | 16.71 | 24      | –27   |
|                                    | Partido Popular – Dan Diaconescu          | 1,086,822  | 14.65 | 21      | Nuevo |
|                                    | Unión Democrática de Húngaros en Rumania  | 388,528    | 5.24  | 9       | 0     |
|                                    | Partido de la Gran Rumanía                | 109,142    | 1.47  | 0       | 0     |
|                                    | Partido Popular Húngaro de Transilvania   | 58,765     | 0.79  | 0       | Nuevo |
|                                    | Partido Ecologista de Rumanía             | 58,335     | 0.79  | 0       | 0     |
|                                    | Partido Popular                           | 11,681     | 0.16  | 0       | 0     |
|                                    | Partido de la Alianza Socialista          | 2,171      | 0.03  | 0       | 0     |
|                                    | Partido de la Protección Popular y Social | 2,100      | 0.03  | 0       | 0     |
|                                    | Partido Socialdemócrata Obrero            | 1,380      | 0.02  | 0       | 0     |
|                                    | Partido Nacional Democrático Cristiano    | 132        | 0.00  | 0       | 0     |
|                                    | Independientes                            | 728        | 0.01  | 0       | 0     |
| Votos nulos/en blanco              | Votos nulos/en blanco                     | 276,948    | –     | –       | –     |
| Total                              | Total                                     | 7,693,576  | 100   | 176     | +39   |
| Votantes registrados/participación | Votantes registrados/participación        | 18,423,066 | 41.76 | –       | –     |
| Fuente: BEC                        |                                           |            |       |         |       |

### Cámara de Diputados
| Partido                            | Partido                                                   | Votos      | %     | Escaños | +/–   |
| ---------------------------------- | --------------------------------------------------------- | ---------- | ----- | ------- | ----- |
|                                    | Unión Social Liberal                                      | 4,344,288  | 58.63 | 273     | +94   |
|                                    | Alianza para la Justicia de Rumania                       | 1,223,189  | 16.51 | 56      | –59   |
|                                    | Partido Popular – Dan Diaconescu                          | 1,036,730  | 13.99 | 47      | Nuevo |
|                                    | Unión Democrática de Húngaros en Rumania                  | 380,656    | 5.14  | 18      | –4    |
|                                    | Partido de la Gran Rumanía                                | 92,382     | 1.25  | 0       | 0     |
|                                    | Partido Ecologista de Rumanía                             | 58,178     | 0.79  | 0       | 0     |
|                                    | Partido Popular Húngaro de Transilvania                   | 47,955     | 0.65  | 0       | Nuevo |
|                                    | Foro Democrático de los Alemanes en Rumania               | 39,175     | 0.53  | 1       | 0     |
|                                    | Partido de los Gitanos                                    | 22,124     | 0.30  | 1       | 0     |
|                                    | Asociación de Macedonios de Rumania                       | 12,212     | 0.16  | 1       | 0     |
|                                    | Unión de Armenios de Rumania                              | 10,761     | 0.15  | 1       | 0     |
|                                    | Unión Búlgara de Banat–Rumanía                            | 10,155     | 0.14  | 1       | 0     |
|                                    | Federación de Comunidades Judías de Rumanía               | 10,019     | 0.14  | 1       | 0     |
|                                    | Liga de Albanos de Rumanía                                | 10,010     | 0.14  | 1       | 0     |
|                                    | Unión Helénica de Rumanía                                 | 9,863      | 0.13  | 1       | 0     |
|                                    | Partido Popular                                           | 9,319      | 0.13  | 0       | 0     |
|                                    | Unión Democrática de Tártaros Turco-Musulmanes de Rumania | 9,291      | 0.13  | 1       | 0     |
|                                    | Unión Democrática de Eslovacos y Checos de Rumanía        | 8,677      | 0.12  | 1       | 0     |
|                                    | Comunidad de los Rusos Lipovanos                          | 8,328      | 0.11  | 1       | 0     |
|                                    | Unión de Serbios en Rumanía                               | 8,207      | 0.11  | 1       | 0     |
|                                    | Unión de Polacos en Rumanía                               | 8,023      | 0.11  | 1       | 0     |
|                                    | Asociación de Italianos en Rumanía                        | 7,943      | 0.11  | 1       | 0     |
|                                    | Unión de Ucranianos en Rumanía                            | 7,353      | 0.10  | 1       | 0     |
|                                    | Unión Democrática Turca de Rumanía                        | 7,324      | 0.10  | 1       | 0     |
|                                    | Unión de Croatas en Rumanía                               | 6,281      | 0.08  | 1       | 0     |
|                                    | Unión Cultural de Rusinos de Rumanía                      | 5,265      | 0.07  | 1       | 0     |
|                                    | Partido de la Alianza Socialista                          | 2,331      | 0.03  | 0       | 0     |
|                                    | Partido de la Protección Popular y Social                 | 929        | 0.01  | 0       | 0     |
|                                    | Partido Socialdemócrata Obrero                            | 231        | 0.00  | 0       | 0     |
|                                    | Partido Nacional Democrático Cristiano                    | 38         | 0.00  | 0       | 0     |
|                                    | Independientes                                            | 12,389     | 0.17  | 0       | 0     |
| Votos nulos/en blanco              | Votos nulos/en blanco                                     | 283,653    | –     | –       | –     |
| Total                              | Total                                                     | 7,693,279  | 100   | 412     | +78   |
| Votantes registrados/participación | Votantes registrados/participación                        | 18,423,066 | 41.76 | –       | –     |
| Fuente: BEC                        |                                                           |            |       |         |       |